# Strada principale 18
La strada principale 18 è una delle strade principali della Svizzera.

## Percorso
La strada n. 18 è definita dai seguenti capisaldi d'itinerario: "La Chaux-de-Fonds - Saignelégier - Glovelier - Delémont - Laufen - Basilea - (Weil)".